# عین بارده
عین بارده (به عربی: عين الباردة) یک شهرداری در الجزایر است که در استان عنابه واقع شده‌است.